# Pläsier
Pläsier ist ein Episodenfilm nach den drei Novellen Le Masque, La Maison Tellier und Le Modèle von Guy de Maupassant, bei dem Max Ophüls 1952 Regie führte. Der Schwarzweißfilm besticht durch prächtige Ausstattung, vor allem aber durch eine für Ophüls typische, überaus bewegliche, kunstfertige Kameraführung.

## Handlung
Der Film beginnt – noch ohne Bebilderung, auf Schwarzfilm – mit einer kurzen Einleitung eines Erzählers, der im Vorspann als „die Stimme Guy de Maupassants“ („la voix de Guy de Maupassant“) angekündigt wurde. Man habe nach Wegen gesucht, dem Publikum drei seiner Geschichten vorzustellen. Die Geschichten seien „sehr alt“, aber dennoch „unglaublich modern, wie die Lebenden sagen“. – Auch zwischen die drei Episoden des Films ist jeweils Schwarzfilm mit kurzen Erläuterungen des Erzählers gesetzt.

### „Die Maske“
Im „Palais de la Danse“ bricht bei einem turbulenten Ball ein etwas eigenartig ausschauender und etwas ungelenk tanzender Herr plötzlich auf dem Parkett ohnmächtig zusammen. Ein Arzt findet unter einer Maske einen Greis nahe dem Herzinfarkt. Er stützt ihn auf dem Weg zu dessen Wohnung in einem Haus im Armenviertel. Die Frau des Alten ist nicht überrascht – in einem solchen Zustand sei er schon einige Male nach Hause gekommen. Sie erzählt dem Arzt von der Sucht ihres Mannes nach rauschenden Festen – er trauere der Zeit nach, in der er, Ambroise, als junger Mann „Friseur an der Oper“ gewesen sei und seinen Kundinnen den Kopf verdreht habe. So wolle er einfach auch heute noch für den „Galan“ gehalten werden, der er einmal war. Der Alte kommt langsam wieder zu sich, und schon ruft er wieder nach seiner Frau: „Denise!“ Was solle sie machen, sagt sie dem Arzt, sie habe sich vor langer Zeit entschieden, ihrem Mann „Ehefrau und Dienstmädchen“ („sa femme et sa bonne“) zu sein.

### „Das Haus Tellier“
Madame Tellier, Besitzerin und Betreiberin eines gefragten Freudenhauses in Le Havre, ist mit ihren bildhübschen zusammengeschnürten Mädchen zur Erstkommunion einer Nichte auf dem Lande eingeladen. An diesem Tag des Betriebsausflugs bleiben folglich die Türen der Gastwirtschaft geschlossen. Eine Gruppe von anständigen, ehrbaren Herren der Stadt muss sich mit der ungewohnten Situation arrangieren und der Tross nutzt die Zeit für einen Spaziergang zum nebligen Hafen, um sich dort schließlich auf einer Bank niederzulassen und dem Spiel der Wellen zuzuschauen. Bald bricht Zank zwischen den Herren aus, um Nichtigkeiten, die kaum der Rede wert sind. Die ausgelassene Belegschaft des Etablissements fährt mit dem Zug aufs Land und wird am Bahnhof von Monsieur Rivet, dem Cousin von Madame Tellier, abgeholt. Das Dorf oder zumindest dessen Junggesellen stehen verständlicherweise beinahe Kopf. Doch in der Nacht können die Damen nicht schlafen, weil es auf dem Land so still ist. Während der Messe am folgenden Morgen brechen die Frauen in Tränen aus, weil die durch die feierliche Zeremonie geweckten Erinnerungen an ihre Zeit als unschuldige Mädchen und ihre eigene Kommunion sie überwältigen. Schließlich ist die gesamte in der Kirche versammelte Gemeinde zutiefst ergriffen, ohne recht zu wissen warum. Danach bringt Monsieur Rivet die Frauen wieder zum Bahnhof. Mittlerweile hat er sich ein wenig in Mademoiselle Rosa verliebt. Vor der Abfahrt des Zuges sagt Rivet zu Rosa, er werde das Haus Tellier besuchen. Er geht neben dem Zug her, bis dieser Fahrt aufgenommen hat, winkt noch einmal und Rosa winkt aus dem Fenster ihres Abteils zurück. Rivet geht durch die sonnenbeschienene und idyllische Landschaft nach Hause, mit einer Blume am Sonntagshut.

### „Das Modell“
An einem Meeresstrand sind zwei Männer in ein Gespräch vertieft, als ihnen ein Paar auffällt, das dort auf der Promenade entlanggeht. Einer der Männer kannte das Paar einmal, und seine Geschichte des Paares erzählt der Film in Form einer Rückblende:
Der junge Maler Jean verliebt sich auf den ersten Blick in die hübsche Josephine. Mit der Liebe kehrt auch der berufliche Erfolg zurück; endlich finden seine Bilder einen reißenden Absatz. Aber schon nach wenigen Monaten ist seine Verliebtheit erloschen. Bei einem Spaziergang zu dritt an einem Flussufer – das junge Paar und der Erzähler, der Freund des Mannes – kommt es zu einem ersten Streit. Zu Hause wird der Streit bald darauf immer heftiger. Beteiligt daran sind sie beide, aber Jean ist es, der jedes Interesse an Josephine verloren zu haben scheint. Er zieht zu seinem Freund. Dort taucht, nachdem ihre Suche nach Jean in Galerien erfolglos war, Josephine auf. Der Freund behauptet, Jean werde von seiner Familie gedrängt, eine andere zu heiraten; Josephine: „Wenn du das tust, stürze ich mich aus dem Fenster“; Jean: „Tu’s doch!“ Und tatsächlich – Josephine stürzt sich aus dem Fenster.
Zurück an den Meeresstrand. Jetzt erst kommt das Paar ins Bild. Die Frau sitzt gelähmt in einem Rollstuhl, den der Mann schiebt. Der damalige Freund des Mannes weist zurück, in der Geschichte des Paares ein Unglück zu sehen: „Le bonheur n’est pas gai“ – „Das Glück ist nicht lustig“.

## Kritiken
- „mit Delikatesse und höchster Präzision verfilmt. Eine unterhaltsame Studie über den Begriff des ‚Pläsiers‘ bei dem französischen Dichter, umgesetzt in eine feinziselierte Sprache der Gesten, der Bewegungen, der Andeutungen und der genauen Dialoge; fabelhaft gespielt, perfekt inszeniert.“ (Lexikon des internationalen Films, 2002[1])

- „‚[…] der Film [ist] nur für geistig und charakterlich gefestigte Erwachsene ein ungefährlicher Genuß‘, schrieb damals der muffig-verklemmte Evangelische Filmbeobachter.“ (Jens Golombek: Das große Film-Lexikon. Alle Top-Filme von A–Z, 1995[7])

- „klingt besser, als es ist; die Geschichten ermöglichen Ophüls seine Virtuosität zu präsentieren, aber zwei von den dreien stellen sich als zu dünn und abgedroschen heraus.“ (Pauline Kael[8])

- „[Der Film] ist geradezu brutal, wenn es darum geht, die menschliche Verzweiflung hinter glitzernden Oberflächen darzustellen. […] ‚Dem Besitz geht immer der Abscheu der Gewöhnung nach‘ – hätte Peter Coyote in Polanskis Bitter Moon sagen können, ist hier aber Jean Servais.“ (Fernando F. Croce: Slant[9])

- „Ophüls hat vier Filme in den frühen 1950ern erstellt, und alle vier – ‚La Ronde‘, ‚Le Plaisir‘ (1952), ‚Madame de …‘, und ‚Lola Montès‘ (1955) – sind Errungenschaften der Genialität geworden.“ (Anthony Lane: Master of Ceremonies – The films of Max Ophuls in The New Yorker[10])

„Wenn wir uns nur an eine Einstellung in der gesamten französischen Kinematographie, die so reich ist an Geschenken aller Art, erinnern dürften, dann wäre es die, in der auf einer mit künstlichen Blumen geschmückten Wiese nach dem Lied der Bewohnerinnen des Hauses Tellier […] Darrieux Gabin nach seiner Entschuldigung, wohl „ein bisschen hitzig“ gewesen zu sein, „merci“ antwortet. Ihre Stimme drückt dabei die Rückkehr zum Anstand aus; die  Weise, wie sie es sagt, das Eingeständnis einer unmöglichen Liebe zwischen ihnen. Auf die Gefahr hin, voreingenommen zu sein, würde ich sagen, dass allein dieser Moment reinen Kinos die Entdeckung der bewegten Bilder durch die Brüder Lumière rechtfertigt.“

## Auszeichnungen
Oscarverleihung 1955
- Nominierung für Max Ophüls in der Kategorie ,Best Art Direction-Set Decoration, Black-and-White‘ (Bestes Szenenbild, Schwarzweiß-Film)

## Hintergrund
Die Uraufführung des Films fand statt am 14. Februar 1952 in Fécamp, dem Ort, an dem sich bei Maupassant das Maison Tellier befand. Tag der Erstaufführung in der Bundesrepublik Deutschland war der 4. November 1952. Im Englischen war Sir Peter Ustinov der Erzähler, im Original Jean Servais. Die mittlere Episode erstreckt sich über etwas mehr als 60 Minuten der 97 Minuten Gesamtlänge.
Beim ersten Erscheinen in den Vereinigten Staaten waren Episode zwei und drei zugunsten einer konventionelleren Struktur vertauscht. Fernando F. Croce sieht in diesem willkürlichen Eingriff den Ausdruck eines Missverständnisses von Ophüls‘ vermeintlicher Leichtigkeit, wenn der abschließende Wirbel um das Maison Tellier als Happy End verkauft wird.
Insbesondere die Eröffnungssequenz von „Die Maske“ hat in der Fachwelt für die technische Durchführung weitreichende Anerkennung gefunden.

## DVD
Pläsier – Ein Film von Max Ophüls. Arthaus / Studiocanal 2012. – Extras: Todd Haynes: Infinite Pleasure, Jean-Pierre Berthomé: From Script to Screen (beide englisch mit deutschen Untertiteln).